# Big Gold Belt

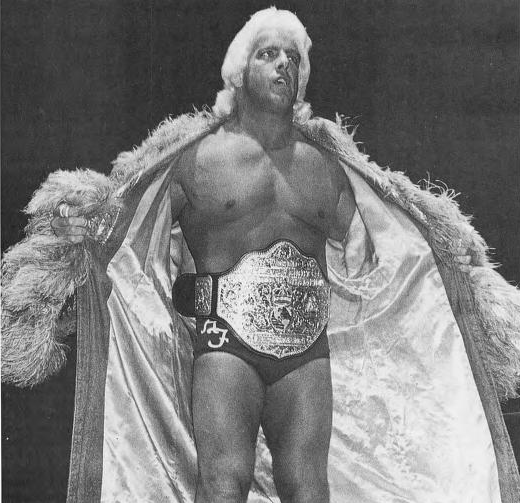
El Big Gold Belt se introdujo durante el reinado de Ric Flair en 1986.

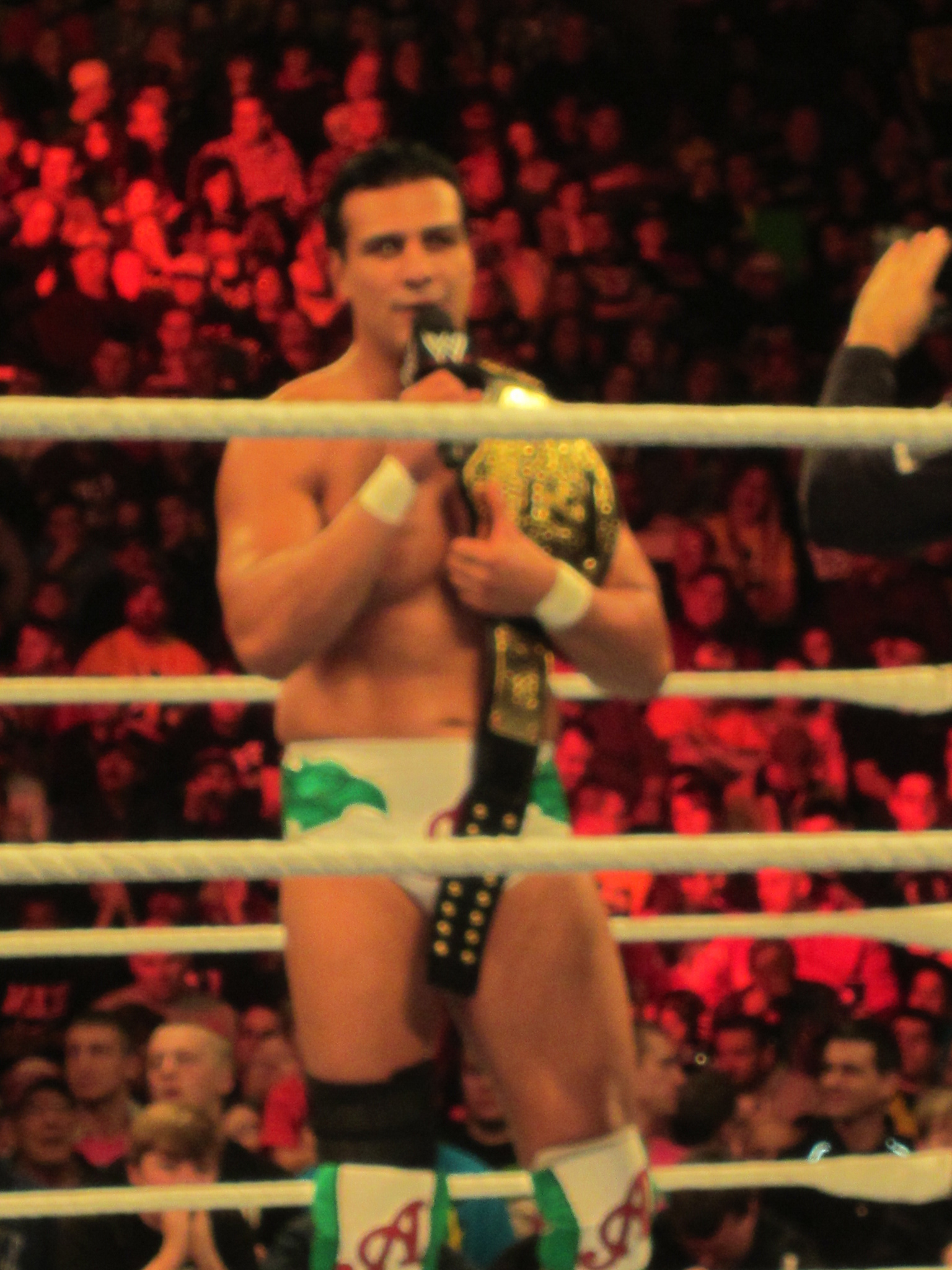
Alberto Del Río portando el Big Gold Belt durante su etapa en WWE.

El Big Gold Belt (en español: «Gran Cinturón de Oro») es un cinturón de campeón histórico de lucha libre profesional que ha representado a varios campeonatos de categoría mundial a lo largo de su historia. El cinturón original fue diseñado en 1985 para el entonces Campeón Mundial Peso Pesado de la NWA Ric Flair. Ha pasado por las más importantes promociones de lucha libre en el mundo como NWA, WCW y WWF/E, quien fue su último propietario, pero no usó la correa original sino una versión ligeramente modificada del Big Gold Belt, la cual es conocida como World Heavyweight Championship, cuyo linaje no tiene relación con el de la NWA o WCW.
Actualmente el cinturón se encuentra inactivo, tras utilizarse como parte complementaria del «WWE World Heavyweight Championship» junto al «WWE Championship», siendo este último el cinturón que se utiliza para representarlo.

## Diseño del cinturón
El cinturón original en si está compuesto por 3 placas de oro: 2 laterales y una central de gran tamaño, con la inscripción World Heavyweight Wrestling Champion resaltando su categoría y sin ningún logo que represente a la compañía en la que se defienda, aunque el diseño original contemplaba las iniciales NWA en la parte superior cambiando la disposición de las palabras antes mencionadas. Bajo esta se encuentra un pequeño globo terráqueo bajo una corona de rey, y a sus 2 costados se ven las figuras de 2 hombres luchando. 8 diamantes rojos decoran los costados de esta plancha y 4 de los mismos en cada una de las franjas pequeñas. Sin embargo el detalle más novedoso para la época fue la placa inferior que llevaba el nombre del campeón de turno, siendo el primer cinturón en su tipo; esta característica con el correr del tiempo sería adoptada por WWE para sus futuros diseños de campeonatos.
La última versión del cinturón siguió el mismo diseño del Big Gold Belt, aunque con el logo de WWE en su parte superior y con ligeros cambios en el diseño para hacerlo más estilizado y ajustable para el luchador que lo use, además de ser mucho más dorado que su homónimo de NWA/WCW.

## Historia

### El NWA World Heavyweight Championship
El Big Gold Belt fue concedido en 1985 para reemplazar el histórico cinturón del NWA World Heavyweight Championship que se usaba desde 1973 conocido como «Domed Globe». Fue diseñado por el platero Charles Crumrine de Nevada, conocido por diseñar varios diseños de cinturones, por encargo de Jim Crockett. Debutó en un evento de Championship Wrestling from Florida en el cual Ric Flair defendió la correa ante Barry Windham reteniendo el campeonato (previo a la lucha Flair hizo una promo en la cual se ve por primera vez el cinturón). Un detalle es que la placa muestra incorrectamente “Rick Flair” aunque este error fue corregido a la brevedad.
Cuando Jim Crockett Promotions fue comprado por Ted Turner y renombrado World Championship Wrestling, éste y  NWA siguieron reconociendo a Flair como campeón mundial de NWA.

### El WCW World Heavyweight Championship y el conflicto con Ric Flair
En 1991, la recién creada WCW reconoció el reinado de Ric Flair como campeón de NWA y durante el tiempo que duró la alianza NWA/WCW el Big Gold Belt representaba tanto el NWA World Heavyweight Championship como el WCW World Heavyweight Championship a excepción de la vez que Tatsumi Fujinami vencería a Flair siendo nuevo campeón NWA pero WCW aún reconocía a Flair como campeón de su compañía hasta que él mismo vencía a Fujinami volviendo a reinar en ambas compañías. Durante el reinado de Fujinami, Flair aún poseía la correa representando solamente al WCW World Heavyweight Championship.
En junio de 1991, Flair y WCW se separaron mientras el primero aún era el campeón, lo que trajo una disputa legal con el vicepresidente de la promoción Jim Herd dado que no le devolvió a Flair los 25.000 dólares de depósito que era uno de los requisitos que debían cumplir los campeones de NWA y que se les devolvían al finalizar sus reinados. Tras esto WCW y NWA dejaron de reconocer a Flair como su campeón y WCW se vio obligada a crear un nuevo cinturón que representara a su campeón mundial.
La polémica creció cuando Ric Flair firmara con la World Wrestling Federation y exhibía el campeonato en sus programas proclamándose «El Verdadero Campeón Mundial», a raíz de esto WCW demandó al luchador por dejar de mostrar su cinturón en otra compañía, pero Flair se excusó declarando que el cinturón era suyo debido a que su depósito de 25.000 dólares por ser campeón no fue devuelto cuando fue despedido; finalmente se le devolvió el dinero a Flair y este el cinturón volviendo a manos de WCW como NWA World Heavyweight Championship aunque la correa que representaba al WCW World Heavyweight Championship (que se creó cuando Flair abandono la compañía) se seguiría utilizando.

### El Internacional WCW World Heavyweight Championship y la primera unificación
En septiembre de 1993, WCW se desligo de NWA volviendo los derechos del NWA World Heavyweight Championship a esta última promoción, tras esto la WCW utilizó el Big Gold Belt para representar el WCW World Heavyweight Championship International como complementario al WCW World Heavyweight Championship siendo el primero el campeonato máximo de su principal filial "WCW International".
Finalmente ambos campeonatos fueron unificados en 1994 siendo el nuevo WCW World Heavyweight Championship representado otra vez por el Big Gold Belt durante los próximos siete años hasta la adquisición de WCW por WWF.

### La segunda unificación: El Undisputed WWF Championship/WWE Undisputed Championship
Cuando WCW fue adquirida por Vince McMahon, el campeonato volvió a utilizarse como WCW World Heavyweight Championship (o simplemente WCW Championship) durante el ángulo de la Invasión WCW/ECW, luego de Survivor Series 2001 cuando se puso fin al ángulo el campeonato simplemente se le llamó World Championship (sin ninguna referencia a la WCW) hasta el evento Vengeance 2001 cuando esta correa y el WWF Championship (el Big Eagle Belt) fueron unificadas por Chris Jericho creando WWF Undisputed Championship. Desde ese entonces el campeonato estaba representado por ambas correas hasta que Triple H venció a Jericho en WrestleMania X8 momento en que el copropietario de WWF Ric Flair crearía un único cinturón que reemplazara al Big Gold Belt y al Big Eagle Belt: el WWF/E Undisputed Championship Belt, correa que combinaba elementos de ambos cinturones destacando la placa del campeón heredada del Big Gold Belt siendo este último campeonato desactivado.
Chris Jericho & Triple H fueron los luchadores que portaron el Big Gold Belt como «Undisputed WWF Championship» (Campeonato Indiscutido de WWF).

### El regreso del Big Gold Belt: El World Heavyweight Championship
Al crearse la Extensión de Marcas en WWE, el Campeón Indiscutido y la Campeona Femenina eran los únicos campeones que podían defender sus títulos tanto en Raw como SmackDown, pero cuando el entonces campeón Brock Lesnar desistió de defender el campeonato en Raw, el gerente de la marca Eric Bischoff decidió crear un nuevo campeonato mundial volviendo a activar el Big Gold Belt llamándolo «World Heavyweight Championship» siendo su primer campeón Triple H (la última persona que utilizó el cinturón antes de desactivarse) por decisión de Bischoff, luego de esto el WWE Undisputed Championship pasó a ser llamado nuevamente «WWE Championship».
El campeonato fue defendido en Raw (momento en que el 2003 se estrenaba la nueva correa con el logo de WWE en su parte superior) hasta el año 2005 cuando consecuencia del Draft, el entonces campeón Batista fue enviado a SmackDown a cambio del campeón de WWE John Cena y hasta el 2011 solo era defendido en la marca en que se encontraba. Cabe señalar que hubo constantes cambios de campeonato durante ese periodo, siendo la mayoría de ellos protagonizados por Edge, cuando se decidió que desde ese instante todos los campeonatos de WWE se defenderían en ambos programas. El 15 de diciembre de 2013 fue unificado con el Campeonato de WWE, siendo desactivado.

### La unificación definitiva: El WWE World Heavyweight Championship
Tras Survivor Series 2013, se decidió que los títulos mundiales de WWE debían ser unificados por lo que se pactó un Tables, Ladders & Chairs Match entre el campeón de WWE Randy Orton y el campeón mundial peso pesado John Cena, en la que Orton obtuvo ambos campeonatos por lo cual ganó el World Heavyweight Championship y unificó este título con el WWE Championship formando así el «WWE World Heavyweight Championship». Cabe destacar que dicha unificación recuperó el nombre original del WWE Championship y de hecho el linaje sigue siendo el de este título, por lo tanto el World Heavyweight Championship fue desactivado de la compañía, aunque el Big Gold Belt aún se utiliza como representación del nuevo campeonato (tal como lo hiciese con el entonces Undisputed WWF Championship).
Randy Orton, Daniel Bryan, John Cena y Brock Lesnar fueron los luchadores que portaron el Big Gold Belt como «WWE World Heavyweight Championship».

### El final del Big Gold Belt y su legado
A mediados de la década de 2010, se produjo una transición en el logo de WWE cuyo cambio también afectaría a los campeonatos de la compañía, los cuales deberían portar el nuevo logo en sus placas. Con esto se acrecentaron los rumores de un posible retiro definitivo del Big Gold Belt como representación del WWE World Heavyweight Championship, lo cual fue confirmado en la edición de Raw posterior a SummerSlam 2014 en que Brock Lesnar, quien ganase los cinturones tras derrotar al ex campeón John Cena le fue presentado una versión del WWE Championship con el nuevo logo de la empresa y debajo del nuevo logo aparece las palabras «WORLD HEAVYWEIGHT CHAMPION», dado que Lesnar apareció sin los cinturones que hasta el momento representaban el WWE World Heavyweight Championship, el Big Gold Belt fue definitivamente retirado de la empresa.
En 2016 durante el regreso del WWE Draft, la comisionada de Raw en ese entonces Stephanie McMahon y el gerente general de Raw en ese entonces Mick Foley crean el Campeonato Universal de WWE, teniendo a Finn Bálor como campeón inaugural obtenido en Summerslam, ocasionando que el WWE World Heavyweight Championship sea renombrado a «WWE Championship».
El 24 de abril de 2023, el jefe de área creativa de WWE, Triple H, presentó un nuevo Campeonato Mundial Peso Pesado como el título principal de Raw (ya que el Campeón Universal Indiscutible de WWE Roman Reigns fue asignado a SmackDown días después consecuencia del Draft). Este nuevo cinturón esta claramente inspirado en el Big Gold Belt actualizado a los tiempos modernos, con detalles de los actuales cinturones de WWE en el cual las placas laterales llevarán símbolos personalizados del campeón de turno, además de prescindir de la figura del globo terráqueo, siendo reemplazado por el logo actual de la empresa rodeado por las palabras World Champion. Al igual que la versión de 2002 a 2013, este no continuará con el listado del último, siendo un título totalmente nuevo. El primer campeón sería Seth Rollins, luego de derrotar a AJ Styles en la final de un torneo para coronar al campeón inaugural en el evento Night of Champions el 27 de mayo de 2023. Este nuevo Campeonato Mundial Peso Pesado es considerado como el sucesor directo del original Campeonato Mundial Peso Pesado usado entre el 2002 y el 2013 y en parte el 2014 al ser parte del WWE World Heavyweight Championship hasta su descontinuacion.

## Denominaciones del cinturón
| Denominación                                                          | Periodo                                           |
| NWA World Heavyweight Championship/WCW World Heavyweight Championship | 14 de febrero de 1986 - 19 de mayo de 1991        |
| WCW International World Heavyweight Championship                      | 18 de julio de 1993 - 23 de junio de 1994         |
| WCW World Heavyweight Championship                                    | 23 de junio de 1994 - 26 de marzo de 2001         |
| WCW Championship                                                      | 24 de julio de 2001 - 5 de noviembre de 2001      |
| World Championship                                                    | 5 de noviembre de 2001 - 9 de diciembre de 2001   |
| Undisputed WWF Championship                                           | 9 de diciembre de 2001 - 1 de abril de 2002       |
| World Heavyweight Championship                                        | 2 de septiembre de 2002 - 15 de diciembre de 2013 |
| WWE World Heavyweight Championship                                    | 15 de diciembre de 2013 - 18 de agosto de 2014    |

1. ↑  En este tiempo, el título cambiaba de nombre a «World Championship» solamente en los reinados de Rey Mysterio, quien es un luchador de categoría peso crucero y no peso pesado.